# Alan Cariús
Alan Lima Cariús, hay Alan (sinh 4 tháng 4 năm 1997) là một cầu thủ bóng đá Brazil, thi đấu cho LASK Linz.

## Sự nghiệp câu lạc bộ
Anh có màn ra mắt Campeonato Carioca cho Volta Redonda ngày 31 tháng Một trong trận đấu với Barra Mansa.